# Prêmio para Revisão Científica NAS
O Prêmio para Revisão Científica NAS (em inglês:  NAS Award for Scientific Reviewing) é concedido pela Academia Nacional de Ciências dos Estados Unidos "em reconhecimento aos autores cujas revisões sintetizaram assunto longo e difícil, prestando um serviço significatico à ciência e influenciando o curso do pensamento científico". É concedido anualmente em campos específicos desde 1979.

## Laureados[1]
- 1979: G. Alan Robinson (farmacologia)
- 1980: Conyers Herring (física aplicada)
- 1981: John Chipman (economia)
- 1982: Victor McKusick (genética)
- 1983: Michael Fisher (fenômenos críticos)
- 1984: Ernest Hilgard (psicologia)
- 1985: Ira Herskowitz (bioquímica)
- 1986: Virginia Trimble (astronomia)
- 1987: Gardner Lindzey (psicologia)
- 1988: Eric Kandel (biologia celular)
- 1989: Sidney Coleman (física)
- 1990: James N. Spuhler (antropologia)
- 1991: Alexander N. Glazer (botânica)
- 1992: Robert Watson (química)
- 1993: Janet Taylor Spence (psicologia)
- 1994: Thomas Jessell (biologia do desenvolvimento)
- 1995: Robion Kirby (matemática)
- 1996: Jeffrey S. Banks (ciências sociais e políticas)
- 1997: Paul Harvey (biologia evolutiva)
- 1998: James R. Holton (geologia/geofísica)
- 1999: James Poterba (economia)
- 2000: Charles Stevens (neurociência)
- 2001: Milton W. Cole (ciência dos materiais)
- 2002: Roy D'Andrade (antropologia)
- 2003: Stuart H. Hurlbert (ecologia)
- 2004: Donald G. Truhlar (químico-física)
- 2005: Daniel Schacter (psicologia)
- 2006: Peter Vitousek (ciência embiental)
- 2007: Geoffrey Burbidge (astronomia)
- 2008: Alejandro Portes (ciências sociais e políticas)
- 2009: Roger W. Hendrix (genética)
- 2010: John Alroy (geociências)
- 2011: Thomas Sargent (economia)
- 2012: Larry Squire (neurociência)
- 2013: Bruce Kleiner e John Lott (matemática)
- 2014: Sarah B. Hrdy (biossociologia)
- 2015: Thomas Dean Pollard (bioquímica)
- 2016: Sergio Verdú (Ciência da Computação)
- 2017: Daniel S. Nagin (criminologia)